# Jack Welch

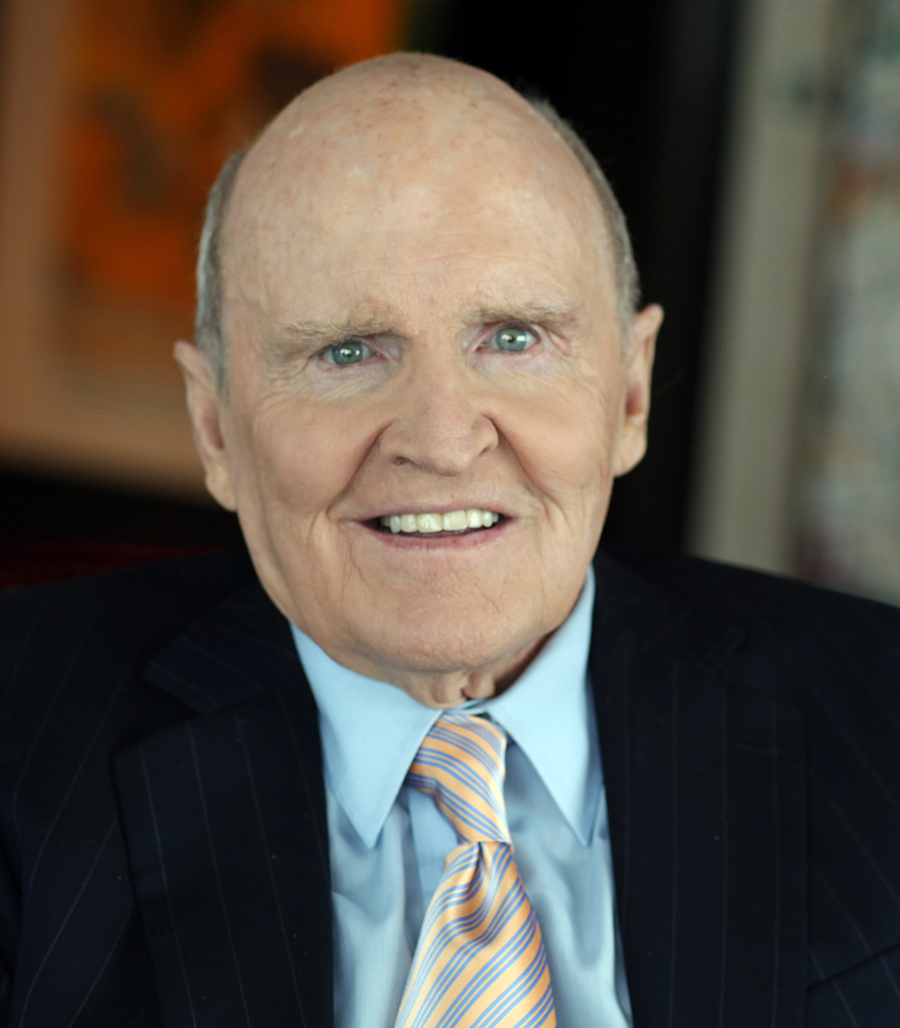
Jack Welch, 2012

John Francis (Jack) Welch jr. (Peabody (Massachusetts), 19 november 1935 - 1 maart 2020) was de CEO van General Electric.
In zijn twintigjarig bewind als topman transformeerde hij het bedrijf van een bureaucratische kolos in een dynamische, flexibele organisatie. Tijdens zijn periode als CEO groeide de marktwaarde van General Electric van dertien miljard dollar naar meer dan 500 miljard dollar.
Direct na zijn studie chemische technologie ging Welch aan de slag bij General Electric (GE). In het begin verliep zijn loopbaan bij GE stroef; hij vond dat hij niet snel genoeg naar de top van het concern ging. In de zestiger jaren blies hij zelfs per ongeluk een hele fabriek op. Daarna ging het snel en in 1981 nam hij de voorzittershamer over van de Engelsman Reg Jones en begon hij aan de transformatie van GE.
Eerst introduceerde Welch de strategie waarbij iedere divisie nummer één of twee in hun markt moest zijn (fix it, sell it, or close it). In vijf jaar tijd verdween één op de vier medewerkers van de loonlijst en dat leverde hem de bijnaam 'Neutron Jack' op. Hij vergeleek zijn medewerkers met een citroen die je uitknijpt. GE werd een bedrijf waar ideeën gekoesterd werden en waar grenzen vervaagden. Een belangrijke pijler van zijn succes was de wijze waarop hij met talent omging in de onderneming (vitality curve).
Onder het bewind van Welch nam GE duizenden bedrijven over, de meeste succesvol. Soms echter ook minder succesvol zoals bij de overname van de investeringsbank Kidder & Peabody.
In zijn tweede decennium, focuste Jack Welch zich op vier basisinitiatieven: globalisatie, services, Six Sigma en e-business. De overname van Honeywell werd op het laatste moment gedwarsboomd door de Europese Commissie. Op 7 september 2001 nam hij afscheid bij GE.
Over Jack Welch verschenen veel boeken. Zijn autobiografie Jack Welch – Waar het om gaat was wereldwijd een bestseller. In 2005 verscheen het boek Winnen dat hij samen met zijn echtgenote Suzy Welch schreef. Zij was jarenlang hoofdredacteur van de Harvard Business Review.

## Kritiek
In zijn boek 'The Man Who Broke Capitalism' uit 2022 betoogt journalist David Gelles dat de praktijken van Welch, waaronder financialisering, inkrimping, fusies en overnames, wijdverbreide schade hebben toegebracht aan GE en vele andere grote bedrijven en hebben bijgedragen aan de enorme toename van de inkomensongelijkheid in de Verenigde Staten sinds de jaren tachtig.
Hij was een van de eerste CEO's die zichzelf exorbitant belonen en het verschil met de arbeiders van GE groeide exponentieel.
Bij zijn pensionering van GE had Welch verklaard dat zijn effectiviteit als CEO gedurende twintig jaar zou worden afgemeten aan de prestaties van het bedrijf gedurende een vergelijkbare periode onder zijn opvolgers. Welch had GE laten groeien tot een marktkapitalisatie van meer dan $450 miljard, waarvan ongeveer 40% in de financiële dienstverlening.
In 1999 werd GE geherclassificeerd in de Fortune 500 als een ‘gediversifieerde financiële dienstverlener’ in plaats van een ‘bedrijf voor elektrische apparatuur’. Deze nieuwe classificatie gaf de werkelijheid beter weer aangezien GE tijdens het bewind van Welch in principe opereerde als een schaduwbank.
Twintig jaar later bedroeg de marktkapitalisatie van het bedrijf slechts 200 miljard dollar en Welch weigerde de achteruitgang te bespreken, behalve dat een groot deel van de achteruitgang het gevolg was van investeringen in onroerend goed en dat zijn directe, zorgvuldig uitgekozen, opvolger Jeff Immelt te maken kreeg met de gevolgen van de terroristische aanslag van 11 september 2001. De New York Times publiceerde in 2017 een kritisch artikel, waarin werd opgemerkt dat de aandelenkoers van GE onder Welch overgewaardeerd was vanwege de groei van de financiële dienstensector en waarin de achteruitgang van het gefuseerde bedrijf in 16 jaar onder Immelt werd beschreven. Immelt was eveneens een van de best betaalde managers van Amerika en hij verkocht uiteindelijk twee van Welch's grootste overnames, NBCUniversal en GE Capital (de financiele services tak van GE).
Onder leiding van Welch voerde GE een twintig jaar durende strijd met de Environmental Protection Agency en de staat New York over Polychloorbifenyl (PCB's) die het bedrijf in de fabriek voor condensatorproducten, in Hudson Falls, New York, in de Hudson River dumpte.
Welch betwistte wetenschappers die PCB's classificeerden als chemische stoffen die negatieve gevolgen voor de gezondheid kunnen hebben ('forever chemicals' wiki link).[26] De chemicaliën vervuilden de watervoerende laag Aquifer onder de fabriek tot het punt dat het water zonder behandeling onbruikbaar was voor menselijke consumptie. Het Department van Environmental Consumption van de staat New York adviseerde mensen ook om geen vis uit de rivier in de buurt van de fabriek te eten. Vervolgens noemde hij de prioriteit die de regering-Obama gaf aan de aanpak van de klimaatverandering ‘radicaal gedrag’.
Volgens BusinessWeek uit 1998 vroegen de critici van Welch zich af of de prestatiedruk op de korte termijn die hij op werknemers uitoefende, hen er misschien toe zou hebben gebracht om te bezuinigen en zo bij te dragen aan daaropvolgende schandalen over defensiecontracten en/of de Kidder, Peabody & Co. handelssysteem voor obligaties in het begin van de jaren negentig.
In 2014 stemde GE Capital (de belangrijkste financiële dienstverleningstak van het bedrijf, opgericht tijdens de ambtsperiode van Welch) in met de grootste schikking voor creditcarddiscriminatie in de geschiedenis, die betrekking had op vele jaren van misleidende marketing en discriminerende kredietpraktijken. Na de ambtstermijn van Welch werd GE Capital bestempeld als "too big to fail" en werd het gereguleerd door de Federal Reserve. De gepensioneerde Welch prees publiekelijk de "afslanking" van zijn voormalige bedrijf en de terugkeer naar een industrieel bedrijf. In 2018 besprak Welch de verschillende financiële culturen bij Kidder, Peabody & Co., wiens overname hij regelde tijdens zijn ambtsperiode bij GE, en wiens ethos gebaseerd was op kortetermijnbonusberekeningen. Kort voordat de schikking werd aangekondigd, hernoemde GE Capital zichzelf tot Synchrony Bank; deze spin-off duurde twee jaar.
Welch kreeg ook vaak kritiek vanwege een gebrek aan compassie met de middenklasse en de arbeidersklasse. Toen hem werd gevraagd naar de buitensporige beloning van CEO's in vergelijking met gewone werknemers (waaronder het terugdraaien van aandelenopties, gouden parachutes bij wanprestaties en extravagante pensioenpakketten), bestempelde Welch dergelijke beschuldigingen als 'schandalig' en verzette hij zich fel tegen voorgestelde SEC-regels die de beloning van bestuurders beïnvloeden. In weerwil van de publieke verontwaardiging verklaarde Welch dat de beloningen van CEO's bepaald moet blijven worden door de "vrije markt", zonder inmenging van de overheid of andere externe partijen.
Welch's inkomen en bezittingen werden in detail onder de loep genomen tijdens zijn scheiding van zijn tweede vrouw, Jane Welch, in 2001, wegens overspel met de vrouw die zijn derde vrouw werd. In de gerechtelijke dossiers werd de GE-compensatie van Welch beschreven, wat leidde tot een onderzoek van de Securities and Exchange Commission naar de arbeidsovereenkomsten van de toen gepensioneerde Welch met GE.
In 1996 hadden Welch en GE ingestemd met een 'retentiepakket' ter waarde van $ 2,5 miljoen, waar in stond dat hij na zijn pensionering toegang zou blijven houden tot de voordelen die hij als CEO had ontvangen - waaronder een appartement in New York, honkbalkaartjes, het gebruik van een privéjet en auto met chauffeur. Welch verklaarde dat hij niet meer geld wilde, noch een meer traditioneel aandelenpakket, maar in plaats daarvan er de voorkeur aan gaf de levensstijl te behouden die hij had genoten als CEO van GE.
Volgens een interview met Welch uit 2008 had hij de overeenkomst bij de SEC ingediend en de media-aandacht en beschuldigingen van "hebzuchtig" geaddresseerd door afstand te doen van die voordelen.
In 2012 stopten Welch en zijn derde vrouw, Suzy Welch, met hun zakenrelaties met het tijdschrift Fortune en de nieuwsdienst Reuters nadat Fortune een artikel had gepubliceerd waarin kritiek werd geuit op de tweet van Welch, kort voor de verkiezingen van 2012, waarin werd beweerd dat de regering-Obama bepaalde economische statistieken had gemanipuleerd. evenals een ander artikel waarin de 100.000 banen werden toegelicht die GE verloor tijdens zijn ambtstermijn als CEO.
- Bibsys: 2112840
- Biblioteca Nacional de España: XX1459173
- Bibliothèque nationale de France: cb14651970p (data)
- Catàleg d'autoritats de noms i títols de Catalunya: 981058515415406706
- CiNii: DA07165552
- Gemeinsame Normdatei: 120747820
- International Standard Name Identifier: 0000 0001 1064 1475
- Library of Congress Control Number: n92031200
- Nationale Bibliotheek van Letland: 000140076
- MusicBrainz: c4f65af8-6eb3-44a2-9d89-d5d519646ee3
- Bibliotheek van het Japanse parlement: 00621639
- Nationale Bibliotheek van Tsjechië: jn20000701951
- Nationale bibliotheek van Australië: 41172966
- Nationale Bibliotheek van Israël: 987007306416505171
- Nationale Bibliotheek van Polen: a0000001186418
- Nationale en Universitaire bibliotheek Zagreb: 000303904
- Nederlandse Thesaurus van Auteursnamen: 183208765
- Système universitaire de documentation: 059792841
- Virtual International Authority File: 56871118
- WorldCat: E39PBJbWvJjxFy6TrqM8kdfXh3